# پرتو اصفهانی
میرزا علی‌رضا اصفهانی فرزند محمدعلی، متخلص به پرتو و مشهور به میرزا آقاجان (یا آقاجان)، شاعر و خوشنویس (به ویژه نسخ‌نویس) سدهٔ سیزدهم هجری قمری (سدهٔ نوزدهم ترسایی) است. او در مراکز ادبی دوره قاجار، جایگاه بلندی داشت و در منابع مختلف، شعر، خط و نیک‌خوییش را ستوده‌اند.

از آنجا که پرتو اصفهانی در لنجان اصفهان زاده شده بود و پدرش هم «آقامحمدعلی لنجانی اصفهانی» نام داشت، در برخی منابع، از او با نام پرتو لنجانی نیز نام می‌برند. زادروز او به درستی روشن نیست، ولی چون با بررسی منابع و گفته‌های به‌جامانده، می‌توان بدین نتیجه رسید که او پس از نود سال عمر، در ۱۳۰۳ (قمری) در اصفهان درگذشته‌است، باید در حدود ۱۲۱۳ (قمری) به دنیا آمده باشد.

## زندگی و فعالیت‌ها
پرتو تحصیلات مقدماتی را در شهر اصفهان به پایان رساند؛ او تحصیل علم و خوشنویسی (به ویژه خط نسخ) را پی گرفت تا بدانجاکه در خوشنویسی استاد و در اصفهان نامور گشت. پرتو به ویژه استاد خط نسخ و ثلث و رقاع بود، البته خط نستعلیق را نیز نیکو می‌نوشت. او خوشنویسی را نزد چیره‌دستانی چون آقازین‌العابدین اصفهانی ملقب به اشرف‌الکتّاب _ یکی از استادان بزرگ ایرانی خط نسخ _ آموخت، گرچه شیوهٔ پرتو با او فرق می‌کرد و ترکیبی از سبک اشرف‌الکتاب و آقاغلامعلی اصفهانی _ که او هم از استادان برجستهٔ خط نسخ می‌باشد _ بود. البته پرتو نیز به نوبهٔ خود، شاگردان فراوانی را پرورد، کسانی چون میرزا غلامعلی ثانی، سیدعلی‌اکبر زواره‌ای، ملا محمدتقی، ملا باقر و ...
پرتو در مدرسه نوریّهٔ اصفهان حجره داشت و چندی در آنجا ساکن بود و کتابت می‌کرد. شاگردانش هفته‌ای دو روز به آنجا می‌آمدند؛ حجره‌اش اغلب، محل گردهمایی شاعران و هنرمندان اصفهان بود. پرتو همنشین تنی چند از صاحب‌قلم‌های نامی دوره قاجار، مانند رضاقلی‌خان هدایت و عبدالمحمدخان ایرانی اصفهانی، مدیر روزنامه چهره‌نما در مصر بود.
پرتو در اواخر زندگی، به عنوان یکی از خوشنویسان مخصوص شاه در دربار ناصرالدین شاه قاجار در تهران در کمال احترام و بزرگداشت می‌زیست. او قرآن، کتاب دعا و دیگر کتاب‌ها را برای شاه و دیگر بزرگان به خط خوش می‌نوشت و به انجام این کار بنام بود.

## آثار

### شعر
پرتو در قالب‌های گوناگونی شعر می‌سرود: غزل، قطعه، قصیده، رباعی، مثنوی و مسمط؛ این گوناگونی به خوبی در دیوان اشعار او ملاحظه‌پذیر است. دیوان اشعار پرتو را میرزا حسین‌خان انصاری، متخلص به ثمر، گردآورد؛ البته در ته آن هم شعرهای خود را افزود. سرانجام، کل این مجموعه در ۱۳۰۵ (قمری)، با دیباچه‌ای به قلم محمدحسین فروغی ذکاءالملک در تهران، به صورت یک جلد کتاب، چاپ سنگی شد که هم‌اکنون نیز نسخه‌هایی، هرچند اندک، از آن در دست است.
درون‌مایهٔ بسیاری از شعرهای پرتو، ستایش پیغمبر اسلام، علی، حسین بن علی و زینب دختر علی، و همچنین مرثیه (بیشتر در رثای حسین بن علی و پیرامون واقعه کربلا)، پند و اندرز، گلایه از روزگار، عشق و عرفان است. او در سرودن ماده تاریخ نیز چیره‌دست بود که برخیشان با یادکرد مناسبتشان در کتاب موادالتواریخ (نوشتهٔ حسین نخجوانی) نقل شده‌است. نظر به همسانی بسیار برخی از شعرهای او به چندی از آثار بزرگان ادب پارسی، چون سعدی و حافظ، چنین برمی آید که او _ دست کم گاه _ شعرهایش را به تقلید از ایشان می‌سروده‌است.

### خوشنویسی و تذهیب
از آثار مهم به‌جاماندهٔ خوشنویسی پرتو می‌توان این‌ها را برشمرد:
1. قرآنی تذهیب‌شده و نفیس به خط نسخ، نوشته شده در ۱۲۹۷ (قمری) به دستور فرهاد میرزا معتمدالدوله، پسر عباس میرزا؛ محل نگهداری: کتابخانه و موزه ملی ملک
2. قرآنی تذهیب‌شده به خط نسخ، نوشته شده در ۱۲۷۷ (قمری) برای ناصرالدین شاه
3. دعای کمیل به خط نسخ در ۱۲۶۶ (قمری) در تهران
4. ماده تاریخ بنای مسجد (که سرودهٔ خودش هم بوده‌است) در کتیبه سردر ورودی مسجد صفای اصفهان، به خط نستعلیق
5. و ...